# Будинок земської школи (Брисі)
Земська школа в селі Брисі — будинок у стилі українського модерну, зведений 1913 року за проєктом архітектора 
Опанаса Сластіона в селі Брисі (нині — частина міста Заводське). Тепер використовується як бібліотека. Школа внесена в списки щойно виявлених пам'яток (Наказ управління культури Полтавської ОДА від 03.06.2013 № 196).

## Земські школи Лохвицького повіту

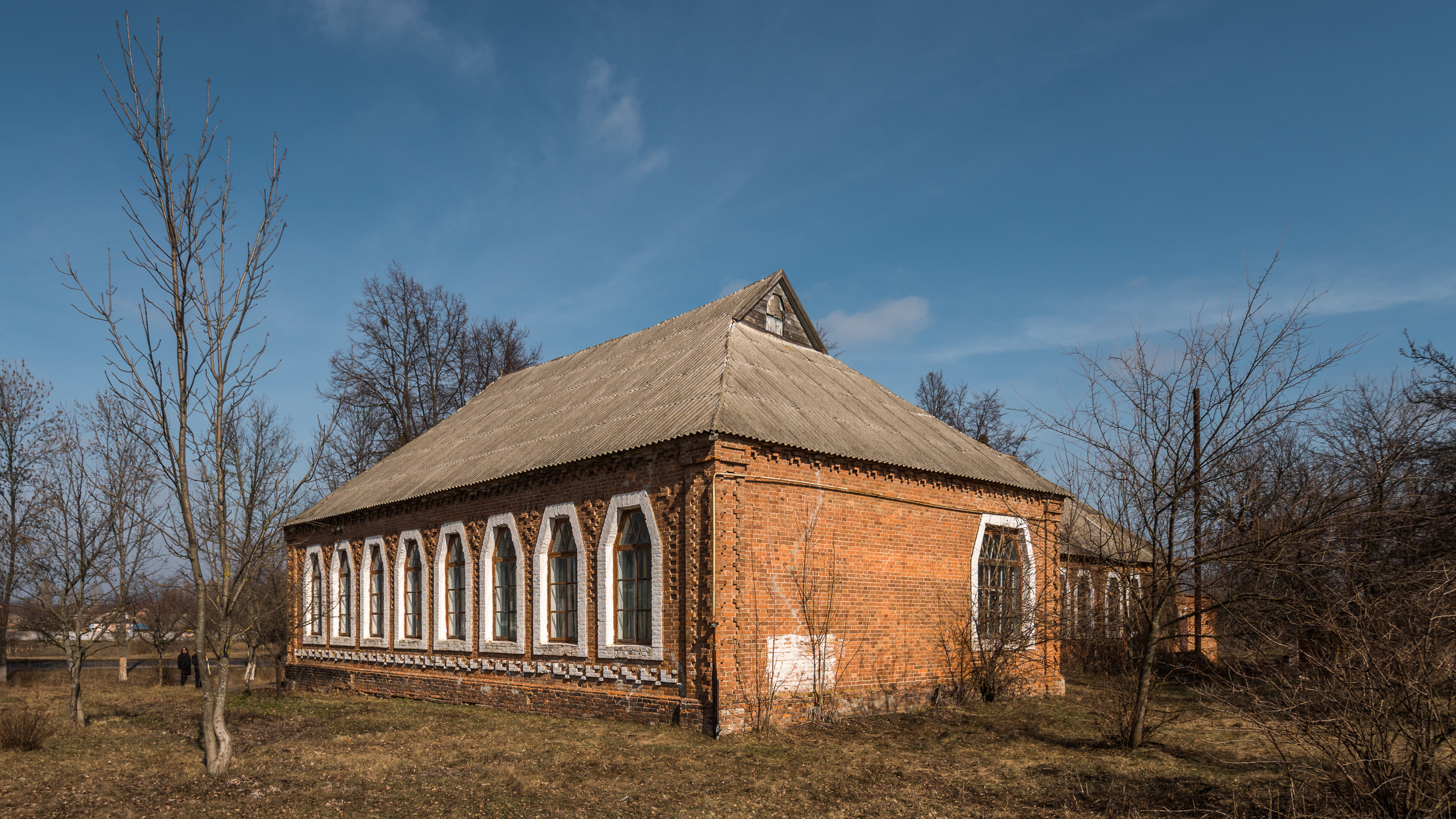
Вид на будинок земської школи в Брисях (нині Брисі — в межі м. Заводське)

У 1908 р. Державна Дума Російської імперії прийняла закон про початкову освіту в межах Російської імперії. Втілюючи цей закон у життя, Лохвицьке земство розпочало масове будівництво земських шкіл, попередньо оголосивши конкурс на найкращий проєкт школи в українському стилі. До цього часу шкіл, побудованих за типовими проєктами, на терені краю не було, а наявні не могли вмістити всіх школярів.
У 1910 р. після оголошення конкурсу було збудовано 2 школи за проєктом земських інженерів і техніків. Але були й противники таких проєктів. Тож у 1912 р. Лохвицьке земство доручило Опанасу Сластіону — українському живописцю, графіку, архітектору, мистецтвознавцю — розробити проєкти для 83–х будинків одно- дво- три- та чотирикомплектних шкіл, але І Світова війна стала на заваді виконанню цього проєту в повному обсязі. 
Договір і технічні умови на будівництво шкіл дають можливість простежити велику відповідальність і зацікавленість при здійсненні будівництва. Це помітно і з використання будівельних матеріалів, з добре продуманого цілого комплексу шкільного подвір'я, яке мало дерев'яний, архітектурно оздоблений сарай, дубовий погріб, туалети, колодязь.

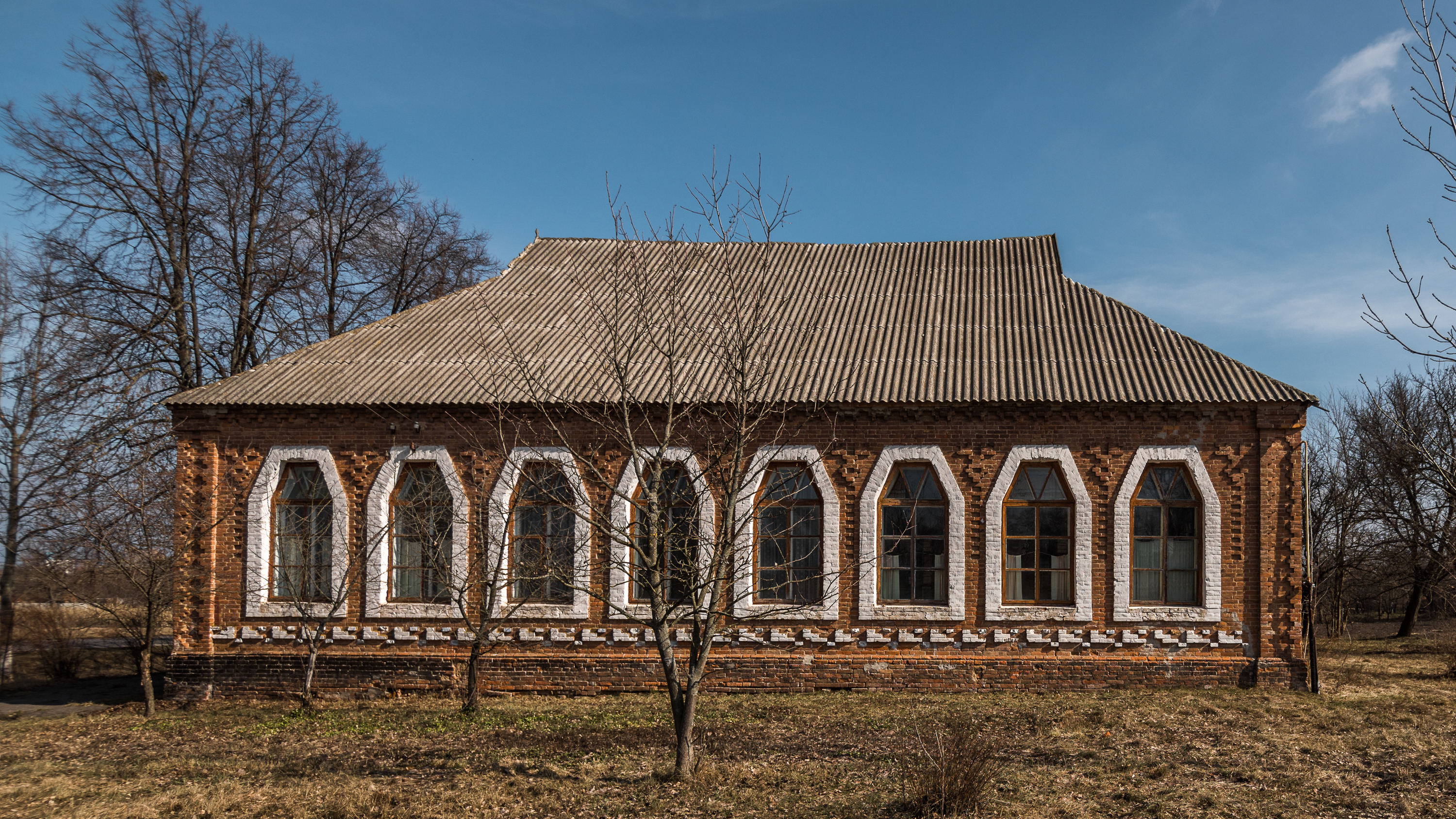
Будинок земської школи

Усе подвір'я було обнесено парканом. Вартість таких шкіл сягала від 6400 крб однокомплектної до 16550 крб чотирикомплектної. Краси і своєрідності земським школам надавали вежі зі шпилями. Крім службового призначення (в першому ярусі розміщувався парадний вхід), вони мали й декоративне: в карнизери було вмонтовано шестикутну форму — герб Лохвицького повіту.
Будівництво шкіл на Лохвиччині набуло широкого розголосу. Перші збудовані в 1913 р. школи оглядав міністр освіти Росії Павло Ігнатьєв. Проєкти і фотографії цих шкіл друкувалися в різних журналах, зокрема в «Ілюстрованій Україні», «Народному учителеві», експонувалися на виставках у Києві (1913), Петербурзі, Харкові (1914). За прикладом Лохвицького земства схожі школи почали будувати в деяких повітах Київщини, Херсонщини та на Кубані. 
Приміщення колишніх земських шкіл ще й досі здебільшого використовують за призначенням, хоча 100-річне існування спричинило втрату первісної архітектури й колориту.

## Світлини

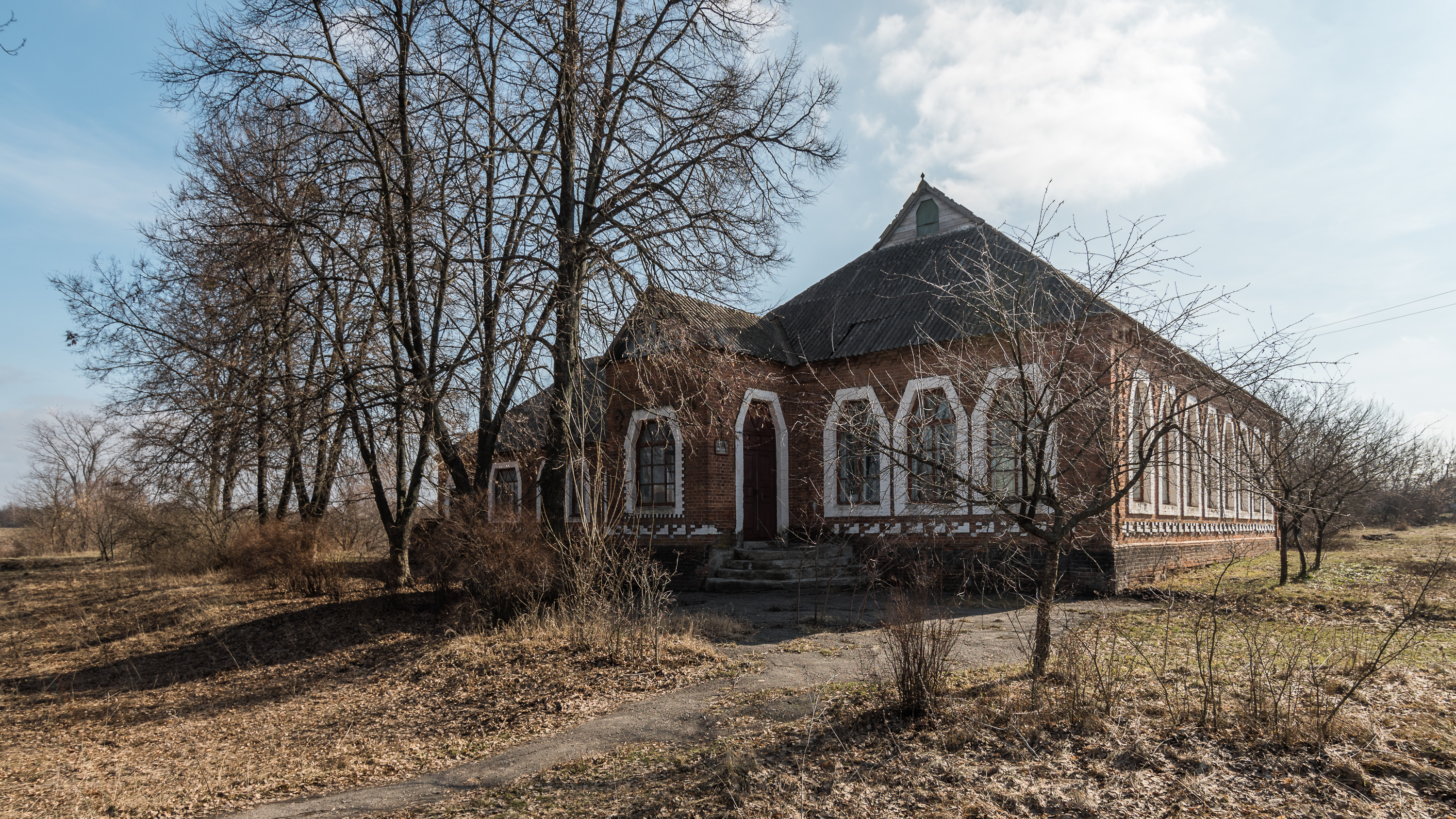
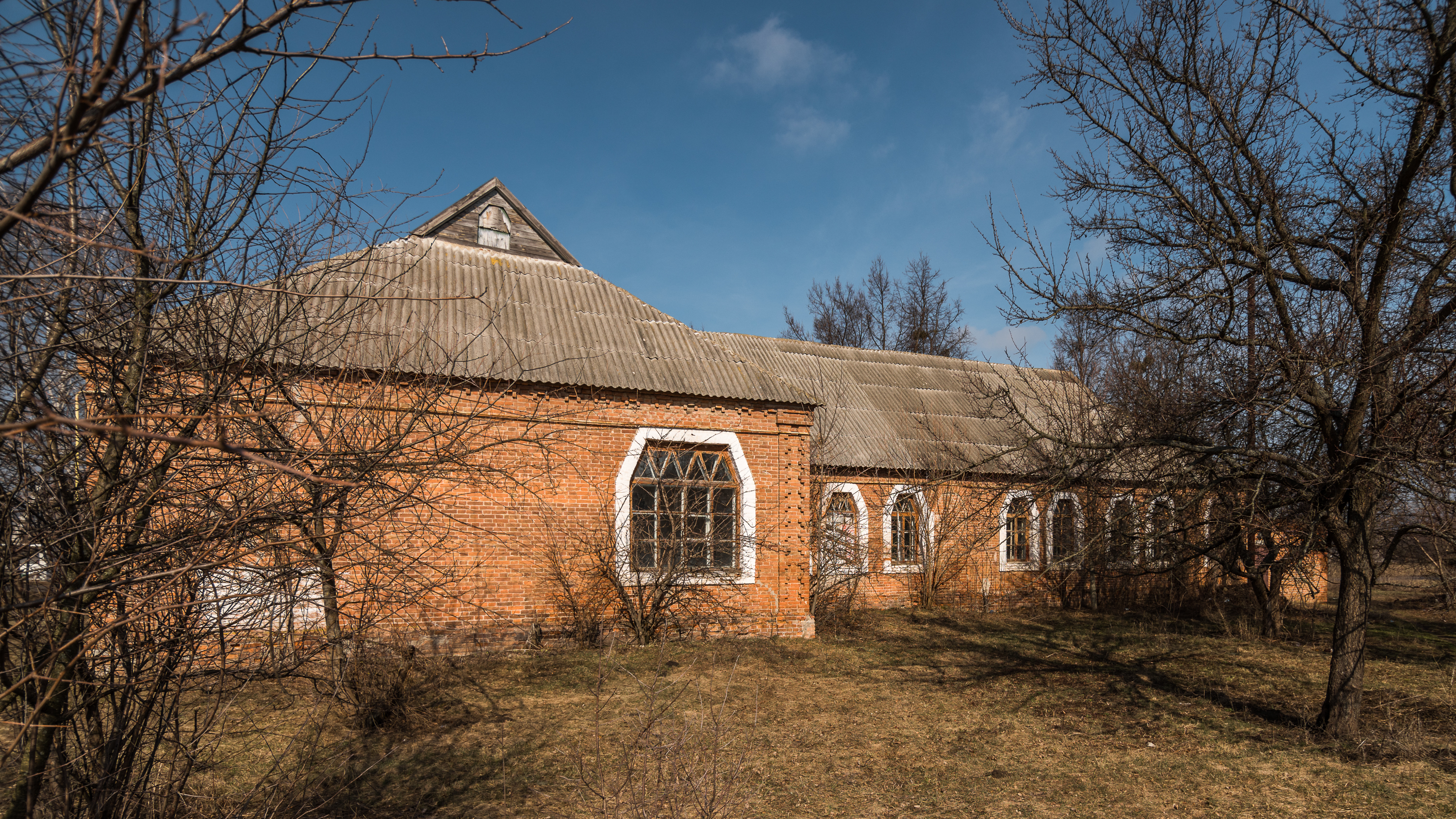
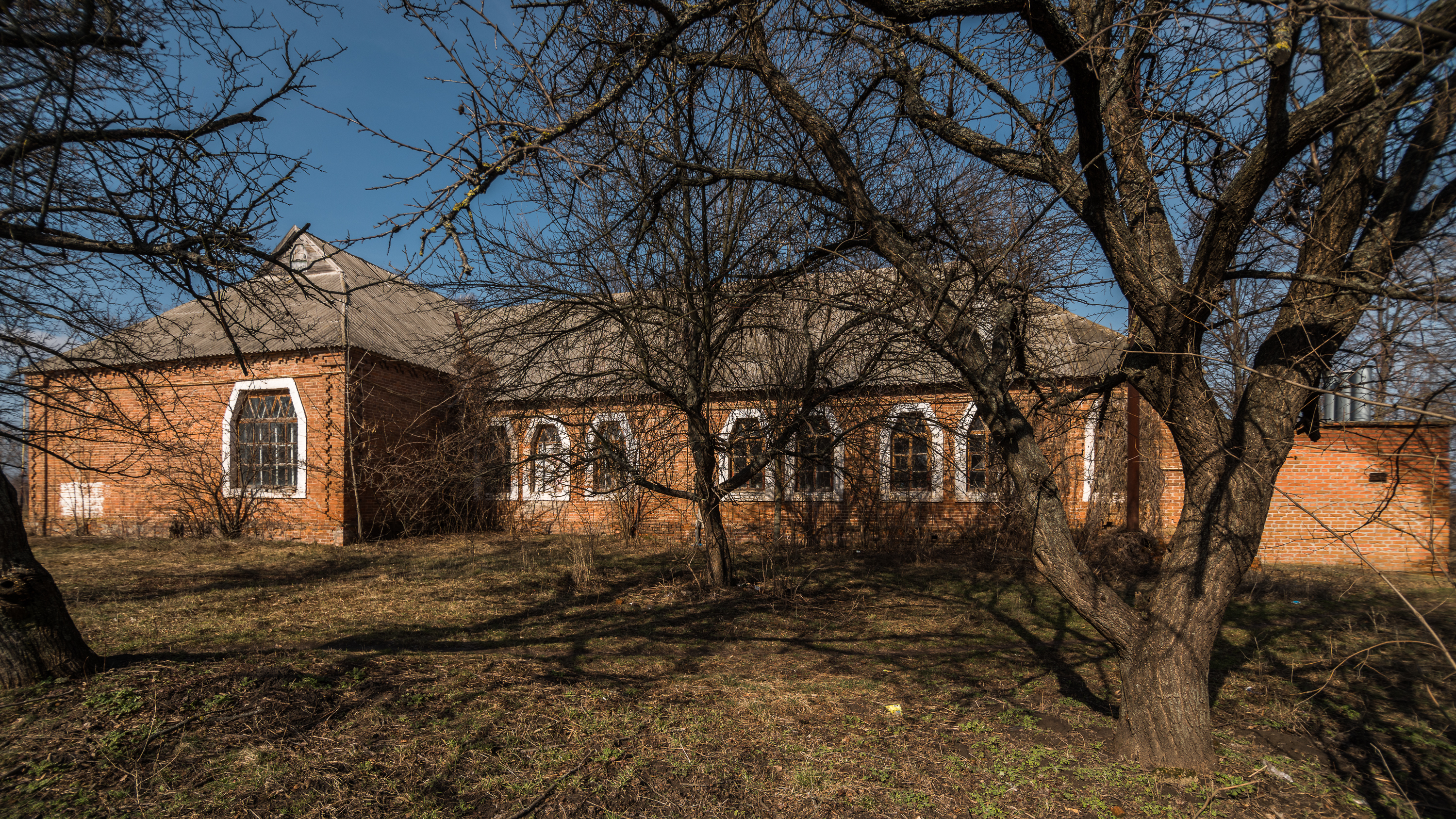
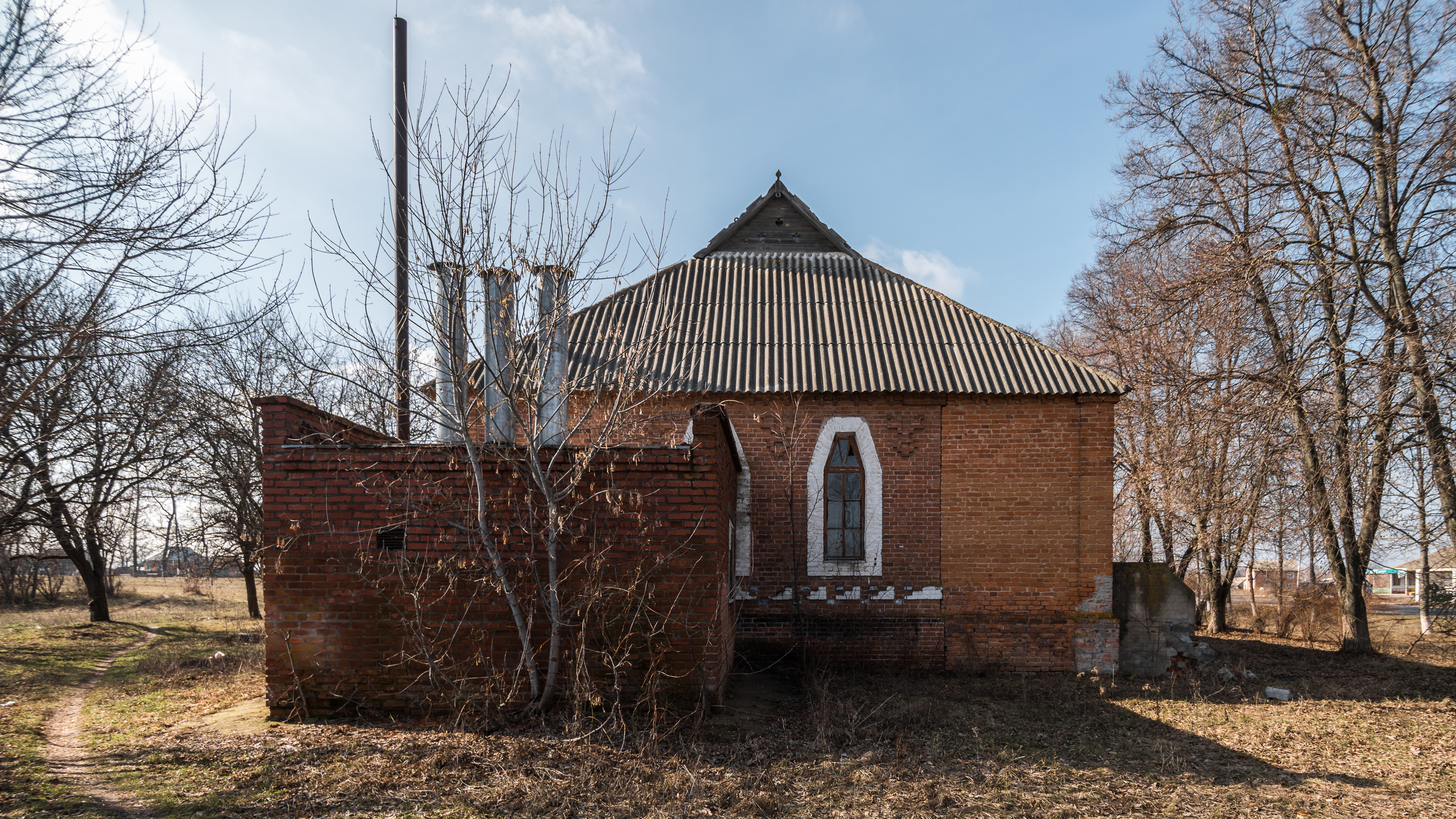
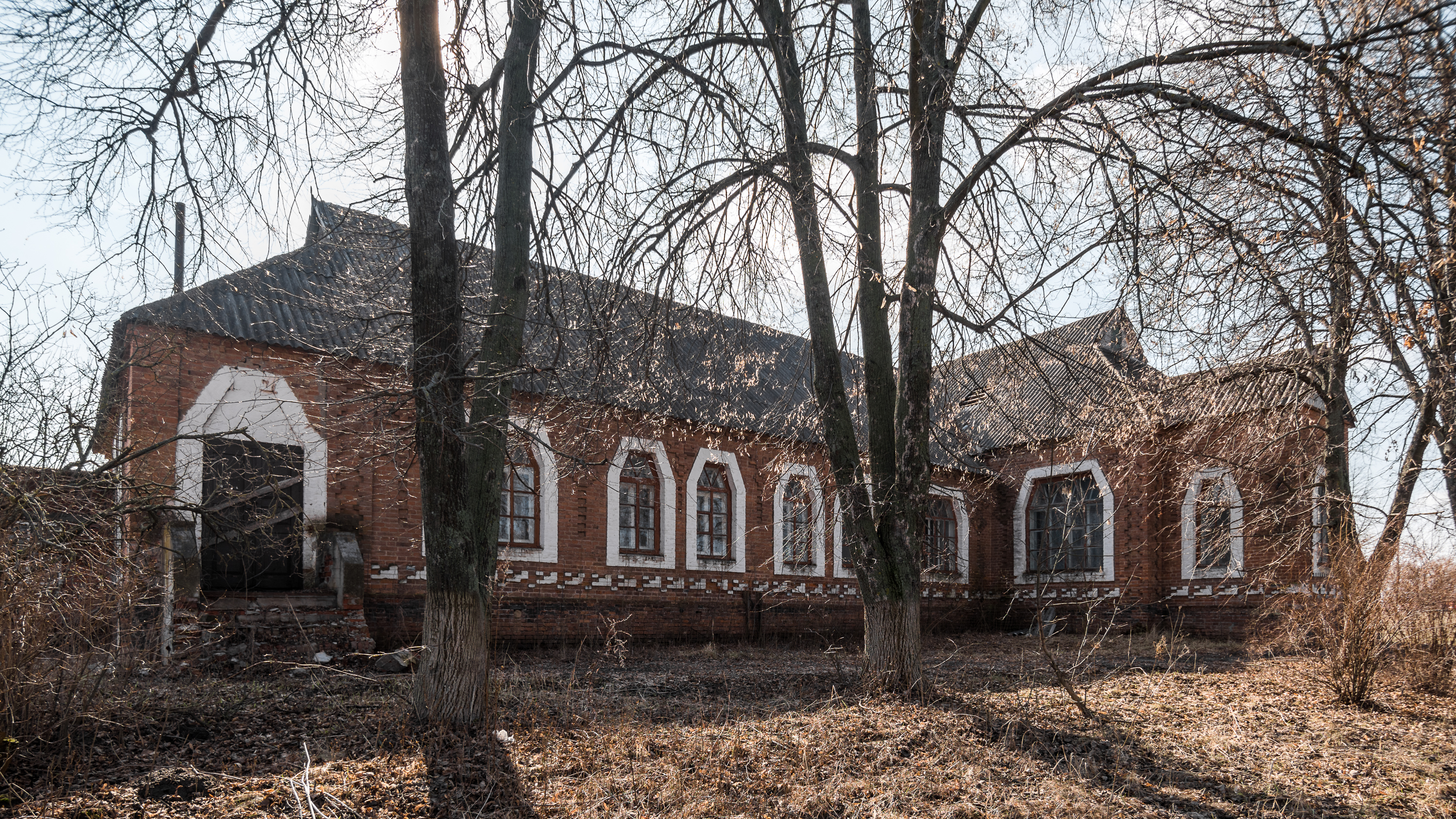